# Acta de la Conferència de Brussel·les de 1890
L'Acta de la Conferència de Brussel·les de 1890 (En anglès: Brussels Conference Act of 1890; títol sencer: Convenció relativa al comerç d'esclaus i a la importació a Àfrica d'armes de foc, munició i begudes espirituoses, en anglès: Convention Relative to the Slave Trade and Importation into Africa of Firearms, Ammunition, and Spiritous Liquors) van ser un seguit de mesures anti-esclavistes signades a Brussel·les el 2 de juliol de 1890 (i que van entrar en vigor el 31 d'agost de 1891) per, com diu el seu títol, "acabar amb el comerç d'esclaus de persones negres tant per terra com per mar, i per millorar les condicions morals i materials de les races natives existents". Les negociacions per aquest acte van sorgir de la Conferència anti-esclavista de Brussel·les de 1889-1890. L'acte era aplicable específicament a aquells països "que tinguin possessions o protectorats en la conca convencional del Congo", a l'Imperi Otomà i a les altres potències o parts que estiguessin involucrades en el comerç d'esclaus a la costa oriental africana, l'oceà Índic i en altres àrees.
Per exemple, l'article 21 descriu la zona on s'han de prendre les mesures, referint-se a "les costes de l'oceà Índic (inclòs el golf Pèrsic i la Mar Roja), el Balutxistan fins a Tangalane (Quilimane)... " i Madagascar. L'Acta va proveir l'establiment d'una Oficina Internacional rellevant a Zanzíbar.
L'article 68 diu "els poders reconeixen l'alt valor de la llei sobre la prohibició del tràfic d'esclaus de negres, emès per Sa Majestat l'Emperador dels Otomans el 4-16 de desembre de 1889, ' s'assegura que es realitzaran accions de vigilància per part de les autoritats otomanes, especialment a la part occidental d'Aràbia i a les rutes que segueixen la costa i comuniquen amb altres possessions de Sa Majestat Imperial a l'Àsia." S'esmenten mesures similars que ha de prendre el Xa de Pèrsia i el Sultà de Zanzíbar (Art. 69, 70). Els participants també acorden aturar la venda d'armes i altres armes als africans.
Les parts que van signar l'acord van ser el Regne Unit, França, l'Imperi Alemany, el Regne de Portugal, l'Estat Lliure del Congo, el Regne d'Itàlia, Espanya, els Països Baixos, Bèlgica, l'Imperi Rus, Àustria-Hongria, Suècia-Noruega, Dinamarca, els Estats Units d'Amèrica, l'Imperi Otomà, el Sultanat de Zanzíbar i Pèrsia.
L'Acta de Brussel·les va ser suplementada i revisada per la Convenció de Saint-Germain-en-Laye, firmada per les potències aliades de la Primera Guerra Mundial el 10 de setembre de 1919.